# Системне програмне забезпечення PlayStation Portable
Системне програмне забезпечення PlayStation Portable — це офіційне оновлення прошивки для PlayStation Portable. Оновлення додають нові функції та виправлення безпеки, щоб запобігти запуску непідписаних програм. Оновлення прошивки включає зміни, зроблені попередніми оновленнями, і може бути отримано чотирма різними шляхами:
- Завантажуйте безпосередньо на PSP за допомогою Wi-Fi. Це можна зробити, вибравши пункт «Оновлення мережі» в меню «Налаштування».
- Завантажте з ПК на PSP за допомогою USB-кабелю або Memory Stick.
- Завантажуйте з Інтернету за допомогою PlayStation 3 на PSP за допомогою кабелю USB (лише японська версія).
- Запуск з UMD. Гра може не починатися з версією прошивки, нижчою за диск.

Систематичний випуск оновлень прошивки додав багато різних функцій, включаючи веббраузер, підтримку Adobe Flash Player 6, аудіо та відео кодеки, підтримку різних форматів зображень, Skype, мережу PlayStation, можливість підключення до PlayStation 3 для віддаленого доступу відтворення відео та аудіо. Щоб змінити прошивку, заряд акумулятора повинен бути не менше 75%, але якщо акумулятор був вилучений під час зміни прошивки, то консоль більше не зможе працювати, для відновлення працездатності систему доведеться передати сервісний центр.
Поточна версія офіційної прошивки — 6.61.

## Історія оновлень

### Шоста версія
| Версія | Дата виходу       | Опис |
| ------ | ----------------- | --- |
| 6.61   | 15 січня 2015     | - Безпека - Підвищена стійкість системного програмного забезпечення до збоїв під час деяких операцій. - Незначні зміни до значків у меню. |
| 6.60   | 10 серпня 2011    | - Безпека - Підвищена стійкість системного програмного забезпечення до збоїв під час деяких операцій. |
| 6.50   | 16 серпня 2011    | Вихідна прошивка для PSP-E1000. - Підтримка для PSP-E1000 моделі. |
| 6.39   | 24 травня 2011    | - Безпека - Покращена система безпеки, пов'язана із посиленням захисту від злому PSP та PSN. - PSN - Користувачі, які зареєстрували свій обліковий запис PSN у системі PSP, повинні будуть змінити свої паролі. - Виправлено помилки входу PSN у попередній версії системного програмного забезпечення. |
| 6.39   | 29 січня 2011     | Поширюється лише в японському УМД з Valkyria Chronicles 3 - Бепзека - Посилено стійкість системного ПО до збоїв в ході деяких операцій. |
| 6.38   | 12 квітня 2011    | - Безпека - Підвищена стійкість системного програмного забезпечення до збоїв під час деяких операцій. |
| 6.37   | 20 січня 2011     | - Гра - Системне програмне забезпечення буде більш стабільним при використанні програмних продуктів формату PSP. |
| 6.36   | 1 грудня 2010     | Дійсно лише для UMD з Monster Hunter Portable 3rd - Гра - Системне програмне забезпечення буде більш стабільним при використанні програмних продуктів формату PSP. |
| 6.35   | 24 листопада 2010 | - Гра - Системне програмне забезпечення буде більш стабільним при використанні програмних продуктів формату PSP. - Безпека - Виправлена вразливість у грі Everybody's golf, за допомогою якої можна було запустити Homebrew. |
| 6.31   | 29 липня 2010     | - Гра - Системне програмне забезпечення буде більш стабільним при використанні програмних продуктів формату PSP. - Виправлена помилка в Persona 3 Portable, де неможливо було грати після виходу з режиму очікування. |
| 6.30   | 29 червня 2010    | - Гра - Сортування [За форматом] було додано до розділу [Вміст групи] меню параметрів. - Додана підтримка PlayStation Plus. - Безпека - Було закрито вразливість у Patapon 2, за допомогою якої можна було запустити Homebrew, а потім і HEN. |
| 6.20   | 19 листопада 2009 | - До XMB додано нове меню «Додатково» - Додано новий пункт «Цифрові комікси» (функція доступна для жителів Австралії, Німеччини, Іспанії, Франції, Ірландії, Італії, Нової Зеландії, Австрії, ПАР, Великої Британії та США). - Додано новий пункт «Телевізор» (крім PSP-1000) (лише Японія) - Фото - Додана можливість імпортувати списки відтворення з програми Media Go або PlayStation 3. - Відео - Додана можливість імпортувати списки відтворення з Media Go. |
| 6.10   | 1 жовтня 2009     | - Загальне - Покращений зв'язок PSP з Media Go. - Музика - Додано програму каналів SensMe™ — альтернативний програвач із підтримкою списків відтворення (встановлюється окремо). - Додана підтримка імпорту списків відтворення з Media Go. - Гра - До параметрів гри додано пункт "Оновити" - PlayStation Network - Memory Stick додано як місце збереження для завантаження PlayStation Store. - У магазині PlayStation є новий розділ ігор «minis». У цьому розділі ви можете придбати міні-ігри. Особливості цієї версії, тільки для PSP-N1000: - Налаштування - Профіль комутованої мережі (DUN) був доданий до меню «Налаштування мережі» як один із підтримуваних профілів Bluetooth. |
| 6.00   | 10 вересня 2009   | - Налаштування - Меню «Оновлення мережі» перейменовано на «Оновлення системи». - Додано 2 пункти «Оновлення мережі» та «Оновлення з носія даних» до меню «Оновлення системи». - У меню «Налаштування теми» до кольору «Колір» додано 3 кольори (лише для PSP-200X та PSP-300X). - Гра - Ігри на карті пам'яті згруповані та відображаються у папках за віком. - Мережа - Оновлена безпека браузера. - Загальне - Змінено піктограму папки. |

### П'ята версія
| Версія | Дата виходу       | Опис |
| ------ | ----------------- | --- |
| 5.70   | 1 жовтня 2009     | Оригінальна прошивка для PSP go. Ви не можете оновити цю прошивку. Він був встановлений на перших версіях PSP go та на PSP-3000 з материнською платою TA-093. Особливості цієї версії доступні лише для PSP: - Загальне - Додано підключення до Інтернету через Bluetooth. - Налаштування - Додано підменю «Параметри закриття екранного меню» до меню «Налаштування системи». - У меню «Налаштування теми» змінений зовнішній вигляд теми на «Звичайний». - Додано профіль комутованої мережі (DUN) до меню «Налаштування мережі» як один із підтримуваних профілів Bluetooth. |
| 5.55   | Невідома          | Помічено на демонстраційних підрозділах PSP на Японській виставці 7 липня 2009 року. Поширюється лише на UMD. Прошивка була встановлена на стендах PSP з грою Soulcalibur Broken Destiny. Відомо, що гра Г.І. Джо: The Rise of Cobra містить прошивку 5.55, яку неможливо витягнути з зображення за допомогою UMDGen. - Покращений захист системи. |
| 5.51   | 11 червня 2009    | - Загальне - Покращена стабільність системи. |
| 5.50   | 21 квітня 2009    | - Загальне - Додана підтримка підпапок у категоріях Музика, Фото та Відео; - Додано «Інформаційну панель» до XMB (див. «Дошку оголошень» нижче); - Налаштування - Додано нову повноекранну клавіатуру ЙЦУКЕН (щоб увімкнути, під час набору натисніть «Вибрати»); - Фото - Вилучена підтримка формату TIFF (для повного виключення можливості відповідних експлойтів); - Гра - Додано пункт «Пошук в Інтернеті» (пошук здійснюється за допомогою Google); - Мережа - До вбудованого браузера додано піктограму «Пошук в Інтернеті» (пошук здійснюється за допомогою Google); - До вбудованого браузера додано пробні версії продуктів Trend Micro: - Trend Micro Web Security; - Trend Micro Батьківський Контроль; - PlayStation Network - Тепер до Playstation Store можна входити без реєстрації, але лише з інформаційною метою; - Зменшено необхідний простір на карті пам’яті для завантаження вмісту (раніше це вимагало вдвічі більше місця); - Додано пункт «Дошка оголошень» — текстовий RSS з останніми заголовками сайту ru.playstation.com/psp/. Вибір заголовка відкриє браузер із мобільною версією цього сайту; - PlayStation®Store додав можливість автоматичного входу; - PlayStation®Store додав функцію «Завантажити все».   |
| 5.05   | 19 лютого 2009    | Поширюється лише японською UMD із програмою The Idolm@ster SP: Wandering Star - Зміни невідомі, але існує кілька чуток щодо The Idolm@ster: - Гра використовує інтерфейс PlayStation Store. Кажуть, що Idolm@ster є першою грою, яка його використовує. - Додана підтримка PlayStation Home Rewards та Trophies. Це чутки, які пішли навколо через те, що деякі сайти хибно повідомляли, що винагорода PlayStation Home буде базуватися на продуктивності в грі. - Додано новий захист від копіювання, що запобігає запуску образу диска на користувацькій прошивці. |
| 5.03   | 20 січня 2009     | - Загальне - Покращена стабільність системи. - Гра - Виправлена вразливість переповнення буфера в грі Gripshift. |
| 5.02   | 20 листопада 2008 | - 1Seg - Оновлені канали для Такада, Нігата та Кога, Шига (лише японська версія); - PlayStation Network - Покращена стабільність системи в PlayStation Store. Лише для PSP-3000: - Налаштування - У підменю «Налаштування теми» змінено кольори фону; |
| 5.01   | 22 жовтня 2008    | - PlayStation Network - Виправлено помилку PlayStation Store з картами пам’яті на 8 і 16 ГБ, через яку під час завантаження вмісту з’являлося повідомлення «Недостатньо вільного місця». |
| 5.00   | 15 жовтня 2008    | Перша прошивка з підтримкою 3 консольних версій — PSP-10XX, PSP-20XX Slim & Lite і PSP-30XX - В XMB додане нове меню «PlayStation Network»; - Налаштування - У підменю «Налаштування системи» додано пункт «Автоматичне підключення USB» при підключенні кабелю; - До підменю «Налаштування теми» додано новий скин (змінено фоновий дизайн); - У підменю «Налаштування відео» додано пункт «Відображати назву» відео; - У підменю «Налаштування енергозбереження» додано пункт «Автоматична адаптація підсвічування», в залежності від часу; - Додано нову повноекранну клавіатуру QWERTY (щоб увімкнути, натисніть Вибрати під час введення тексту); - При роботі від акумулятора можна використовувати більш яскраве підсвічування, яке на попередніх прошивках було доступне тільки при роботі від мережі; - Музика - З'явився таймер автоматичного відключення; - Відео - Додано підтримку нового формату відео — MPEG-4/AVC (H.264) Video Main Profile (AVC CABAC) з роздільною здатністю 640×480 пікселів; - PlayStation Network - Додано пункт PlayStation Store; - Доданий менеджер облікового запису; Лише для PSP Slim&Lite: - Налаштування - Покращено функцію виведення відеоданих із програмного забезпечення на екран телевізора. |

### Четверта версія
| Версія | Дата виходу    | Опис |
| ------ | -------------- | --- |
| 4.21   | 5 грудня 2008  | Ви не можете оновити цю прошивку. Він був встановлений на версії консолі в комплекті з пакетом розваг Ratchet & Clank Entertainment PSP-3000, який продавався в Північній Америці. Він також був встановлений на PSP-3000 із Silver R&C Bundle, а пізніше на PSP у всіх регіонах і кольорах по всьому світу. - фото - Виправлена помилка в Libtiff. |
| 4.20   | 13 жовтня 2008 | Вихідна прошивка для PSP-3000. Ви не можете оновити цю прошивку. Він був встановлений на перші версії PlayStation Portable (PSP-3000), які вийшли на ринок. - Налаштування - У підменю «Налаштування системи» додано пункт «Автоматичне підключення USB» при підключенні кабелю; Особливості цієї версії, лише для PSP-3000: - Налаштування - У підменю «Дисплей підключення» додано пункт «Зменшення мерехтіння»; - У підменю «Підключення дисплея» додано пункт «Зменшення шуму»; - У підменю «Налаштування системи» додано пункт «Колірний простір». |
| 4.05   | 14 липня 2008  | - Музика - Додано новий візуалізатор; - Мережа - Додано можливість перегляду та завантаження відео з PlayStation Store (тимчасово для американської версії); Лише для японської версії PSP Slim & Lite: - Мережа - Додано планувальник для запису телевізійного сигналу за допомогою 1Seg тюнера (до 8 програм); - За допомогою тюнера 1Seg можна налаштувати різноманітні програми запису; - Тепер ви можете записувати телевізійний сигнал, не дивлячись його.                                                                                        |
| 4.01   | 26 червня 2008 | - Відео - Для деяких типів файлів покращено відтворення; - Мережа - Виправлені проблеми, пов’язані з пошуком в Інтернеті деякими мовами. |
| 4.00   | 18 червня 2008 | - Мережа - Додано пункт «Пошук в Інтернеті» (пошук здійснюється за допомогою Google, попередні значення запам'ятовуються в історії); - Відео - Додана можливість перегляду відео з більшою або меншою швидкістю; - Додано підтримку субтитрів. |

### Третя версія
| Версія | Дата виходу       | Опис |
| ------ | ----------------- | --- |
| 3.96   | 3 червня 2008     | Поширюється лише на північноамериканському UMD з Hot Shots Golf 2 - Гра - Список підтримуваних ігор PlayStation був розширений. |
| 3.95   | 8 квітня 2008     | - Гра - Список підтримуваних ігор PlayStation був розширений; - Елементи керування для емулятора PlayStation повністю налаштовуються; - Мережа - Додано можливість завершити сеанс віддаленого відтворення PS3 без вимикання PS3. |
| 3.93   | 18 березня 2008   | - Мережа - Додано 20 нових інтернет-радіостанцій; Лише для PSP Slim&Lite: - Мережа - Тепер ви можете дзвонити через Skype (лише японська версія). |
| 3.90   | 30 січня 2008     | - Гра - Список підтримуваних ігор PlayStation був розширений; - Мережа - Додана підтримка Go!Messenger (тільки у версії для Європи та Росії); Лише для PSP Slim&Lite: - Мережа - Тепер ви можете дзвонити через Skype (крім японської версії). |
| 3.80   | 18 грудня 2007    | - Музика - Додано новий візуалізатор; - Відео - Додано пошук по епізодах при перегляді відео; - Мережа - Додана можливість прослуховування інтернет-радіо; - Додана можливість перегляду зображення та OPLM у RSS; - Додано можливість грати в ігри PlayStation з компакт-диска або жорсткого диска в PlayStation 3 за допомогою Remote Play; - PlayStation Spot тепер доступний у BB Mobile Point (лише японська версія) Лише для PSP Slim&Lite: - Мережа - Тепер ви можете записувати телепрограми за допомогою тюнера 1Seg (тільки в японській версії).                                                              |
| 3.73   | 29 листопада 2007 | Оригінальна прошивка для PSP Slim&Lite постачається з материнською платою TA-085 v2 - Налаштування - Покращена стабільність системи, включаючи проблему зупинки диска UMD без продовження завантаження. |
| 3.72   | 30 жовтня 2007    | - Гра - Список підтримуваних ігор PlayStation був розширений. |
| 3.71   | 13 вересня 2007   | - Загальне - Змінено налаштування для деяких регіонів (наприклад: вилучено піктограму PlayStation Spot для деяких регіонів, крім Японії); - Виправлена помилка неможливості оновлення мережі. - Гра - Список підтримуваних ігор PlayStation був розширений; |
| 3.70   | 11 вересня 2007   | Перша прошивка, що підтримує обидві версії консолі — PSP-10XX і PSP-20XX Slim&Lite - Налаштування - Підтримка тем (у форматі PTF); - Фото і Музика - Ви можете дивитися фотографії під час відтворення музики. - Відео - Доданий пошук по епізодам; - Послідовне відтворення відео; - Бітрейт відео збільшено з 768 кбіт/с до 2 Мбіт/с; - Мережа - Можливість призначити кнопки для віддаленого відтворення; - Додано значок PlayStation Spot (лише японська версія). |
| 3.60   | 5 вересня 2007    | Оригінальна прошивка для PSP Slim&amp;Lite. Ви не можете перейти на цю прошивку. Він був встановлений на перших версіях PlayStation Portable Slim&Lite, які вийшли на ринок з материнською платою TA-085. Особливості цієї версії, тільки для PSP Slim&Lite: - Налаштування - Додано підменю «Дисплей підключення» за рахунок додавання ТБ-виходу; - У підменю «Налаштування системи» додано пункт «Зарядка через USB»; - Додано додаткові параметри кольору для теми XMB у підменю «Тема»; - Дані UMD кешуються в пам'ять PSP для швидкого завантаження; - 1Seg - Додано підтримку 1Seg тюнера (лише японська версія). |
| 3.52   | 24 липня 2007     | - Налаштування - Оновлено захист; - Гра - Список підтримуваних ігор PlayStation був розширений. |
| 3.51   | 29 червня 2007    | - Налаштування - Оновлений захист (вилучено підтримку експлойту ілюмінати). |
| 3.50   | 31 травня 2007    | - Гра - Вимкнено обмеження швидкості процесора, тепер ігри можуть працювати на 333 МГц замість старих 222 МГц. - Мережа - Додано можливість використовувати віддалене підключення до PS3 через Інтернет. - До каналу RSS додано посібник із каналу RSS. |
| 3.40   | 20 квітня 2007    | - Гра - Список підтримуваних ігор PlayStation був розширений; - Видалена утиліта сертифіката; - Збереження ігор PlayStation тепер можна використовувати як на PSP, так і на PS3. |
| 3.30   | 28 березня 2007   | - Відео - Покращена підтримка стандарту відео MPEG-4/H.264, роздільна здатність відео тепер може становити 720×480, 352×480, і 480×272. - Мережа - Додана підтримка ескізів зображень RSS-канал і в папці відео; - Додана підтримка Hotspot Wi-Fi (користувачам у США надається 6 місяців безкоштовного доступу до Інтернету з мережі T-Mobile. |
| 3.11   | 8 лютого 2007     | - Гра - Додана опція скидання для ігор PlayStation One; - Мережа - Додано підменю «Portable TV™» (лише японська версія). |
| 3.10   | 30 січня 2007     | - Налаштування - Додана функція динамічної нормалізації звуку; - Додано можливість економії пам'яті; - Таємно видалена вразливість в GTA і sceRegOpenRegistry. - Мережа - Додано пункт «PlayStation®Spot» (лише японської версії); |
| 3.03   | 20 грудня 2006    | - Фото - Додана можливість зберігати фотографії та відео, отримані з камери. - Гра - Список підтримуваних ігор PlayStation був розширений; |
| 3.02   | 6 грудня 2006     | - Гра - Список підтримуваних ігор PlayStation був розширений. |
| 3.01   | 22 листопада 2006 | - Гра - Список підтримуваних ігор PlayStation був розширений. |
| 3.00   | 21 листопада 2006 | - Музика - Додано новий візуалізатор під час відтворення музики. - Гра - Додано підтримку ігор PlayStation One; - Мережа - Додано пульт дистанційного керування для PlayStation 3 — Remote Play; |

### Друга версія
| Версія | Дата виходу       | Опис |
| ------ | ----------------- | --- |
| 2.82   | 26 жовтня 2006    | - Налаштування - Оновлено захист. |
| 2.81   | 7 вересня 2006    | - Налаштування - Додана підтримка карт пам'яті більше 4 Гб. - Фото - Закрита уразливість в libtiff; |
| 2.80   | 27 липня 2006     | - Налаштування - Вилучена вразливість в sceKernelLoadExec, разом з тим з'явилася вразливість в sceRegOpenRegistry; - Мережа - Додана підтримка відео в RSS-каналі; - Оновлення для LocationFree Player, додана підтримка відеокодека AVC. |
| 2.71   | 30 травня 2006    | - Гра - Додана підтримка завантажених демонстрацій гри через веббраузер. |
| 2.70   | 25 квітня 2006    | - Мережа - Додано Adobe Flash Player (6-я версія). |
| 2.60   | 29 листопада 2005 | - Мережа - Додана підтримка аудіо в RSS-потоці. |
| 2.50   | 13 жовтня 2005    | - Налаштування - Додано пункт «Встановити час через Інтернет» у меню Налаштування дати та часу → Дата та час; - Додана підтримка WPA (AES) у меню «Налаштування мережі»; - Додано корейський режим введення на екранній клавіатурі. - Відео - Додано підтримку файлів із захистом від копіювання; - Мережа - Додано LocationFree Player; - Додано до браузера автоматичний вибір кодування та кодування Unicode (UTF-8); - Додано в браузер параметри розміру шрифту та режиму відображення; - Додана історія введення форм в браузер; |
| 2.01   | 3 жовтня 2005     | - Налаштування - Виправлена вразливість переповнення буфера під час перегляду зображень TIFF. Як виявилося пізніше, уразливість залишилася в прошивці до версії 5.03 (у 5.50 її «прикрило» винятком підтримки формату TIFF). |
| 2.00   | 1 вересня 2005    | Встановлюється на перших консолях, які будуть випущені на ринок Великої Британії - Налаштування - Додана корейська мова; - Додано пункт Системні налаштування → Набір символів; - Доданий пункт Налаштування теми; - Додано пункт Налаштування безпеки → Контроль запуску веббраузера; - Додана підтримка WPA-PSK в меню налаштувань мережі; - Додано макет для введення вебадреси на екранній клавіатурі. - Фото - Додана функція встановлення шпалер; - Додана функція передачі зображень через Wi-Fi; - Додана підтримка TIFF, GIF, PNG і BMP; - Музика - Поєднання SonicStage версії 3.2 (або вище) та PSP з прошивкою 2.00 (або вище) дозволило відтворювати файли формату ATRAC3 Plus; - Додана підтримка аудіокодека MPEG-4/AAC (для музики, що зберігається на Memory Stick Duo); - Відео - Додано співвідношення сторін 4:3 (для відео, збереженого на Memory Stick Duo); - Додана функція переходу (для UMDVIDEO і UMDMUSIC); - Додана функція повтору AB (для UMDVIDEO, UMDMUSIC і відео, збережених на Memory Stick Duo); - Додані аудіоопції (для відео, збереженого на Memory Stick Duo); - Доданий формат MPEG-4/AVC (для відео, збереженого на Memory Stick Duo); - Мережа (елемент вперше з’явився лише в цій прошивці) - Доданий інтернет-браузер; |

### Перша версія
| Версія | Дата виходу     | Опис |
| ------ | --------------- | --- |
| 1.52   | 15 червня 2005  | - Налаштування - Покращена безпека; - Музика - Додана підтримка музики на UMD. |
| 1.51   | 18 травня 2005  | - Налаштування - Уразливість було закрито, що дозволяло непідписаним програмам запускатися на версії 1.50.                                                                          |
| 1.50   | 24 березня 2005 | Встановлено на перших консолях, випущених на ринок США - Налаштування - Додана підтримка інших мов; - Додано перевірку коду на справжність. - Відео - Підтримка нових відеокодеків; |
| 1.00   | 12 грудня 2004  | Встановлені на перших консолях, випущених на японський ринок - Найперша версія; - Немає перевірки вмісту на автентичність.                                                          |

## Модифіковані прошивки
- Поточна версія custom-прошивки — 6.60 PRO-C2/6.61 PRO-C2 і 6.60 ME-2.3/6.61 ME-2.3.
- Поточна версія віртуальної custom-прошивки — 6.60 PRO-C2/6.61 PRO-C2 і 6.60 LME-2.3/6.61 LME-2.3.

Альтернативою офіційній є кастомна прошивка (англ. Custom firmware CFW). Окрім використання стороннього програмного забезпечення, homebrew, вони можуть запускати зображення ігор для відеороликів PSP та PS1 та UMD з Memory Stick, підключати плагіни, які працюють у фоновому режимі (включаючи ті, які відкривають обман). Також у користувача є можливість відкотити прошивку, замінити XMB на іншу оболонку або застосувати до неї більш складну тему.
Наступні версії прошивок є плодами праць хакера Dark AleX, який випустив свою прошивку (до прошивки 3.40 OE-A включно) під власним ім’ям — M33 (від 3.51 M33 і вище), і тільки з випуском прошивка 3.71M33 він розкрив всі карти; є й інші альтернативні версії прошивки, але вони не поширені.
- 2.71 SE — об'єднує частини оригінальної прошивки 1.50 і 2.71, що дозволяє повністю запускати програми від неофіційних розробників (HomeBrew). Крім того, спеціальна прошивка має вбудоване меню відновлення, що дозволяє відновити прошивку після невдалої спроби змінити її. Версія 2.71SE-B дозволила запускати ігри з карти пам’яті замість UMD, що робить завантаження швидшим та довшим. У 2.71SE-C з’явилася можливість завантажувати плагіни з карти пам’яті (раніше це було можливо тільки з внутрішньої флеш-пам’яті PSP), а плагіни виконуються разом з грою або оболонкою консолі.
- 3.02 OE — поєднує всі переваги прошивки 3.02 з частинами ядра 1.50, що дозволяє повноцінно запускати неофіційні програми. У комплекті з 3.02OE-B була програма popstation, програма, яка перетворює ISO-образи ігор PlayStation для запуску з карти пам’яті на PSP. У подальших версіях конвертер навчився стискати ігрові файли та знімати з них захист, таким чином зробивши файл KEYS.BIN непотрібним.
- 3.03 OE — покращення програми popstation, а також нові функції офіційної прошивки 3.03 (більша сумісність з іграми PS One), обмеження на бітрейт відеофайлів MPEG-4/AVC у форматі 3GP з роздільною здатністю 480×272 видалено[26].
- 3.10 OE — покращення в Popstation та емуляторі PS One. Можливість використовувати максимальний, четвертий рівень яскравості екрану при роботі від акумулятора. За допомогою плагінів можна отримати доступ до будь-яких функцій PlayStation Network з різних версій прошивки. Через зміни в прошивці функція «Location Free Player» не працює, а підтримка корейської мови була видалена (хоча є спосіб встановити їх знову).
- 3.30 OE — виправлена помилка з нестабільністю прошивки 3.10 OE після виходу з режиму «сплячий». Створено захист від завантаження модулів з пізнішої прошивки.
- 3.40 OE — виправлена помилка, яка призводила до запису даних на довільні адреси пам’яті на консолі. За невдалого збігу обставин це може призвести до поломки PSP. Перероблена функція автозавантаження не працює з 3.03OE. Додано перевірки коду мигалки, щоб запобігти перепрошиванню консолі з неправильною версією файлу DATA.DXAR.
- 3.51 M33 — з’явився 15 липня і є першою прошивкою, створеною Dark_AleX під виглядом «команди російських та українських хакерів M33». Включає можливості всіх попередніх альтернативних прошивок, але також може грати в ігри, які вимагають прошивки 3.51 через вбудований завантажувач ISO.
- 3.52 M33 — з’явився через день після виходу офіційної прошивки Sony. — У прошивці тепер використовується ядро 3.52. — M33 NO-UMD: виправлена проблема з Simple 2500 Series Portable, The IQ Cube. — Виправлена проблема з Go! Cam, GPS та sceKernelLoadExecVSH* на домашньому бобі. — Відновлена підтримка офіційних ігор PSX від PSN. (Раніше в 3.51 M33 і OE вони не працювали…)
- 3.60 M33 — спеціальна версія прошивки для версії Slim приставки, заснована на 3.52 M33 для «товстої» PSP, включає всі функції оригінальної версії, крім підтримки ядра 1.50, оскільки вона не працює на новому обладнанні. Вперше при установці використовується не помилка в ядрі, а «батарея Пандори» (батарея Пандори).
- 3.71 M33 — прошивка, після виходу Dark_AleX розкрила всі картки щодо команди M33, які виявилися лише прикриттям для творця всіх попередніх прошивок OE та M33. Таким чином, всі прошивки (починаючи з 2.71 SE) з SE, OE і M33 є роботою однієї людини. Ця прошивка підходить для Slim і звичайної версії консолі. Зміни Для PSP Slim: модуль кешу UMD вимкнено, доки він не зможе вмістити більше пам’яті, лише коли запущено homebrew. Обидві версії PSP (звичайна та Slim) тепер завантажуються лише з IPL 3.XX і тепер не залежать від 1,50 (незабаром був випущений патч для звичайної PSP, щоб дозволити програмам використовувати ядро 1,50). 12 грудня 2007 року було випущено оновлення 3.71 M33-4, після встановлення якого з’явилася можливість нормального використання багатодискових ігор PSX завдяки оновленому popsloader, який працює тільки з багатодисковими іграми.
- 3.80 M33 — нова прошивка від хакера Dark_AleX’a. У прошивку була вбудована дуже цікава функція — можливість оновлення Custom-firmware через меню «Оновлення мережі». Якщо вимкнути цю функцію (її можна вимкнути в меню відновлення), то офіційна прошивка від Sony буде завантажена через меню «Оновлення мережі». Виправлено декілька помилок, пов’язаних з ядром прошивки. Тепер, під час форматування приставки flash1 через меню відновлення, усі каталоги у flash1 будуть створені автоматично. Встановлення виправлення 5 дозволить відключити значки PIC0.PNG і PIC1.PNG в меню відновлення для ігор, розташованих на карті пам’яті (але не на UMD). Установка мікропрограми можлива лише через прошивку 3.52 M33 з третім патчем (3.52 M33-3) або вище.
- 3.90 M33 — прошивка від Dark_AleX, яку він випустив наступного дня після виходу офіційної прошивки 3.90. Виправлено помилки 33 березня NoUMD, вирішено проблеми з налаштуванням ключів IDStorage, додано код для завантаження 390.PBP з Інтернету за допомогою WiFi. M33-3 виправив помилку в бездисковому (NO-UMD) драйвері для гри M33, зробивши його таким же функціональним, як Sony NP9660.
- 4.01 M33 — прошивка містить усі останні зміни офіційної прошивки, а також виправлені незначні помилки: vshmenu не дозволяло використовувати режим камери, коли використовувався camera_plugin при натисканні кнопки вибору. Тепер меню vsh не завантажується, коли камера використовується. Відновлення меню тепер можна перекласти, див. нижче. До випуску додано переклад іспанською мовою. Оновлено M33 SDK з новими функціями та прикладами та випущено набір psp-packer для стиснення prx та PBP у формат ~PSP. Папка для додатків Homebrew у версії 4.01 і вище називатиметься GAME4XX і не потребує оновлення.
- 5.00 M33 — остання прошивка від Dark_AleX’a. Папка для додатків homebrew версії 5.00 і вище буде називатися GAME5XX і не потребує оновлень, в 5-му оновленні з’явилася функція прискорення карти пам’яті, що дозволяє запускати зображення на підвищеній швидкості, а при використанні з’явилася помилка через 12 хвилин Dark_aleX випустив шосте оновлення, яке закриває цю помилку.

Інші прошивки сторонніх розробників
- 3.72 HX — це прошивка, створена французькою командою HX на основі прошивки від Dark_AleX та нової прошивки від Sony 3.72. Ніяких змін не помічено. Існує підтримка ядра 1.50 для старої версії PSP (FAT).
- 3.73 HX-1 — всі можливості прошивки 3.73

Виправлено помилку з відображенням пошкоджених даних у меню «ГРА». Новий IPL для PSP і PSP Slim.
- 3.93 — безіменна прошивка від французького розробника Miriam, заснована на ядрі 3.93. Додана можливість приховувати MAC-адресу в меню «Інформація про систему». Можливість переведення акумулятора в режим Pandora з меню відновлення. Можливість створення гри Save Game в незашифрованому вигляді, що дозволяє перенести її на іншу PSP з іншою прошивкою і запустити її. Але родзинкою прошивки стала можливість запустити меню Recovery з XMB, внести зміни і відразу спостерігати за результатом.
- 3.95 GEN — прошивка від французького розробника Miriam, яка не несе жодних змін, крім ядра 3.95.5.01 TDP-1 — випущений командою ToDoPSP Team.
- 5.02 XFC — це перероблена прошивка Xiaofei Chong M33, яка не може запускати образи дисків ISO та CSO.
- 5.02 GEN-A — прошивка від французького розробника Miriam.
- 5.03 TDP-3 — прошивка від TodoPSP team.
- 5.03 GEN-A (Full) — віртуальна прошивка для «непрошивальних» PSP 2000 і 3000 з OFW v.5.03 від французьких розробників PSPGEN.COM, її особливість полягає в тому, що вона завантажується за допомогою експлоїта Chicken HEN і залишається в пам’яті до потім до повного перезавантаження телеприставки. Це перша загальнодоступна прошивка для запуску ігор із збережених образів ISO та CSO на серії PSP 3000.
- CFWe — (скор. Custom FirmWare Enabler) віртуальна прошивка від іспанських програмістів Xenogears та Becus25 на основі 5,00 модулів M33. Як і GEN-A, він використовує експлойт ChickHEN для мікропрограми 5.03 для завантаження і вимагає перезавантаження після холодного запуску STB. Починаючи з версії 3.01 він працює на «непрошивних» PSP 2000 і 3000.
- 5.03 MHU — віртуальна прошивка від Becus25 та Xenogears (нова команда M33/MHU) на базі 5.00 M33-6 для експлуатації мікропрограми ChickHEN 5.03, вимагає перезавантаження після холодного запуску STB. Спочатку називався 5.03 M33. Названа під час випуску CFE 3.50.
- 5.50 GEN-A — прошивка на замовлення. Має всі можливості офіційної прошивки 5.50, а також працює з ISO, CSO та homebrew.PSX.
- 5.50 GEN-B — прошивка, яка виправляє деякі помилки в прошивці 5.50 GEN-A.
- 5.50 GEN-B2 — прошивка, яка виправляє деякі помилки в прошивці 5.50 GEN-B.
- 5.50 GEN-C — прошивка, що виправляє деякі помилки в прошивці 5.50 GEN-B-2.
- 5.50 GEN-D — прошивка, що виправляє помилку під час перегляду відео AVC та доступу до Інтернету за протоколом WPA-PSK (TKIP).
- 5.50 GEN-D2 — прошивка, яка виправляє підключення до Інтернету в іграх (GTA: Chinatown Wars тощо) і відображає зображення під час відтворення GTA:CW на телевізорі.
- 5.50 GEN-D3 — прошивка, яка дозволяє запускати все, що було випущено на момент гри (з OFW 6.10), плюс з'являється прискорення пам'яті (що дає невелике збільшення швидкості).
- 5.50 U3R-1 — спеціальна прошивка від розробника U3-Robot, яка, за його словами, перевершує 5.50 GEN-A.
- 5.50 U3R-2 — другий випуск користувацької прошивки 5.50 від розробника U3-Robot.
- 5.50 MHU — спеціальна прошивка від MHU. На основі 5.50 GEN-B. У прошивці 5.50 MHU бездисковий режим Sony NP-9660 не працює, але другий бажаний варіант, драйвер M33, запускається без проблем.
- 5.03 TDJ-A — нова віртуальна прошивка для непрошивальних psp. Фактично, це той самий 5.03 GEN-A лише з виправленими помилками та з деякими косметичними змінами.
- 5.03 GEN-B — це нова функція прошивки 5.03GEN-B полягає в тому, що вона здатна запускати ігри, для яких потрібна прошивка вище 5.03. У тому числі ігри, захищені від користувацької прошивки.
- 5.03 GEN-C — ще одна прошивка від команди GEN. В принципі, це той самий 5.03 GEN-B тільки з можливістю запускати ігри з прошивкою вище 6.10. В тому числі ігри, захищені від користувацької прошивки (Naruto Narutimate Acel 3).
- 5.50 Prometheus-3 — прошивка від Hrimfaxi. Головне нововведення – запуск ігор з прошивки 6.31 без жодних патчів. Тобто тепер ви можете використовувати чисті зображення або грати з UMD.
- 5.50 Prometheus-4 — прошивка від Hrimfaxi. Головне нововведення – запуск ігор з прошивки 6.31 без жодних патчів. Тобто тепер ви можете використовувати чисті зображення або грати з UMD. Остання прошивка Hrimfaxi.
- 6.20 TN-A  — перша версія HEN для 6.20 від Total Noob від команди GEN. Дозволяє запускати homebrews та зображення (через їх завантажувач). Є меню VSH, є підтримка плагінів.
- 6.20 TN-B  — друга версія HEN від Total Noob. Він покращив стабільність, крім того, з цієї прошивки можна перейти на будь-яку іншу, але не нижче, ніж спочатку встановлена на консолі (наприклад, 4.21 для PSP-300x). Має всі можливості першої версії.
- 6.20 TN-C  — це третя версія. PSP 2000, 3000 і GO мають більше пам'яті, ніж PSP 1000 (64 МБ). Але їх використання було «заблоковано». Зараз доступний. Можливість використання онлайн-ігор. Можливість оновити HEN за допомогою Network Update. Виправлена помилка з Digital Comics. Виправлена помилка з меню VSH. Тепер, коли частота процесора встановлена за замовчуванням, зміна вступить в силу. Функція Fake INDEX.DAT була видалена з меню TN-C, але залишається активною. HEN підписано. Це означає, що вам більше не потрібно використовувати Patapon 2 для активації режиму HEN. Просто запустіть його безпосередньо з XMB.
- 6.20 TN-D  — додано можливість запускати ігри PSX.
- 6.20 TN-E  — додана можливість доступу до flash0, flash1, flash2, flash3 та UMD через USB, додана опція «Налаштування TN», додано захист паролем консолі при запуску, додана підтримка мультидисків PSX, додана можливість приховування значок HEN в меню гри.
- 6.35 PRO-A  — віртуальна прошивка від Hrimfaxi. Дозволяє запускати хоумбрю. Є меню VSH, є підтримка плагінів.
- 6.35 PRO-A1  — запущено з XMB та додано функцію скидання VSH до меню VSH. Виправлено декілька помилок.
- 6.35 PRO-A2  — можливість запускати образи ігор без ISOLoader'a. Розширене меню VSH, стабільний запуск саморобних ігор, 55 МБ пам’яті розблоковано для всіх PSP, крім FAT. Вбудований драйвер NP9660 та M33. Підтримка version.txt у папці /seplugins/.
- 6.35 PRO-A3  — виправлені помилки, додано автоматичне зчитування OPNSSMP.
- 6.35 PRO-A4  — додана можливість запускати ігри PSX.
- 6.35 PRO-B  — додана повна підтримка PSX (тобто зараз є як завантажені з PSN, так і «саморобні»). Оновлено меню відновлення.
- 6.35 PRO-B2  — власники PSPgo тепер можуть відновити гру після використання функції призупинення гри в іграх PS1 та скористатися новою опцією в меню відновлення, щоб запобігти видаленню SaveState, додав пункт меню відновлення до меню VSH, додав новий опція в меню відновлення для відключення аналогового джойстика, покращена сумісність плагінів.
- 6.35 PRO-B3  — додано підтримку PSN, виправлено помилки з налагодженням типу I та II, додано перемикання пункту USB у меню відновлення, виправлено деякі помилки.
- 6.20/6.35 PRO-B4  — додано новий ISO-драйвер «Inferno», номер версії з файлу version.txt відображається в XMB, повна підтримка домашніх ігор PS1, покращена сумісність з плагінами, додано «Батьківський контроль» для ISO зображення.
- 6.20/6.35 PRO-B5  — виправлено проблему зависання на Inferno в Patapon, функція зарядки USB, помилка системного виклику впровадження. Додана сумісність з Windows до version.txt, патч umd4homebrew, підтримка інших ігор PSN-PSX.
- 6.20/6.35/6.39 PRO-B6  — виправлена помилка NoDRM в Dissidia Duodecim, помилка з великим розміром карти пам'яті, помилка в драйвері Sony NP9660 і рідкісна помилка під час встановлення, що призвела до збою.
- 6.20/6.35/6.39 PRO-B7  — виправлена опція NoDRM, покращена сумісність гри з драйвером Inferno в GTA China Town, Corda2f тощо, оновлено ScePower_driver NID Resolver. Додано скидання налаштувань для оновлення PRO, функції UMD VIDEO, Custom IPL Flasher для 6.39 PRO (флеш-карти 1G, 2G), підтримка російських імен файлів ISO, прискорювача карти пам’яті та параметра кешу ISO (доступно в Inferno і NP9660).
- 6.20/6.35/6.39 PRO-B8  — додана підтримка POPSloader, код обходу автентифікації Idol Master SP. На PSPgo кеш ISO за замовчуванням відключений, а коли кеш ISO увімкнено, функція «Призупинити гру» вимикається через несумісність, виправлено помилку з виведенням ISO-фільмів.
- 6.20/6.35/6.39/6.60 PRO-B9  — додана нова частота процесора: 166/83, підтримка відео UMD на PSP Go, сумісність з OFW 6.60. Виправлена помилка з драйверами Inferno і Sony NP9660b, оновлені інструменти розшифровки.
- 6.20/6.35/6.39/6.60 PRO-B10  — додана підтримка перекладу VSH і Recovery через txt, виправлені помилки з UMD відео на PSP GO, FastRecovery став швидшим, покращена сумісність з іграми, оптимізований код.
- 6.37 ME  — прошивка від розробника neur0n.
- 6.38 ME  — після відмови від 6.37 ME neur0n почав розробку 6.38 ME.
- 6.39 ME  — прошивка від neur0n, яка дозволяє входити в PSN без будь-яких плагінів.
- 6.39 TN-A  — це перенесена версія від Total_Noob. Виправлені деякі системні помилки попередніх версій HEN, помилки із зависанням на PSPgo (при підключенні до флеш-пам'яті). Додана підтримка плагінів, сумісних з прошивкою 6.3x, підтримка запуску ігор PS1 (POPS).
- 6.60/6.61 LME-2.3  — віртуальна кастомна прошивка від neur0n.
- 6.60/6.61 ME-2.3  — новітня прошивка від neur0n.
- 6.20/6.35/6.39/6.60/6.61 PRO-C  — нова прошивка від PRO. Виправлено деякі проблеми з розблокуванням оперативної пам’яті, додана підтримка розблокування повної пам’яті в іграх для PSP, онлайн-посібник для PSP тепер веде до онлайн-інструкції Prometheus.

### Експлоїти і Уразливості
- Експлойт у GripShift (випуск США), що дозволяє деяким homebrew працювати через переповнення буфера під час завантаження збереженої гри. Закрито о 5.03[27].
- У прошивці 5.03 був знайдений експлойт під назвою ChickHEN, через який при перегляді зображень TIFF PSP переходить у перезавантаження, після чого дозволяє запускати непідписані програми. Наприклад, так звана «віртуальна прошивка», яка емулює модифіковану прошивку і відкриває можливість використання плагінів і запуску гри з образів, не заважаючи файлам, розташованим у flash0. Найпопулярніші віртуальні прошивки — 5.03 GEN-C та CFE (Custom Firmware Enabler, остання версія 3.60 встановлює прошивку 5.03 MHU).
Також були випущені модифікації ChickHEN R2 mod2 і MHUSPEED v3, що дозволяє запускати експлойт з меншою кількістю спроб[28]. Нестабільність TIFF-експлойта пов'язана з тим, що успішне спрацьовування експлойта засноване на жорсткій адресації пам'яті, але в сучасних прошивках PSP зроблено так, що адреси осередків пам'яті змінюються практично випадковим чином. Експлойт закритий в прошивці 5.50.
- У прошивці 5.51 був розроблений новий експлойт для виявлення вразливості в мережевій грі американської версії Medal of Honor: Heroes, виявленої KGSWS під час гри на Ad-hoc. Під час самогубства існує вразливість для доступу до експлойту. Цей експлойт також працює на мікропрограмі 5.55[29].
- Розробник PSP Wololo виявив експлойт/помилку в прошивці 6.00. Коли ви включаєте доріжку MP3 з дуже довгою назвою (wwwww...wwwwTPE1) — наприклад, PSP намагається її відтворити, але вона зависає, і приблизно через 1 хвилину вимикається[30].
- Half-Byte Loader це експлойт у демо-версії Patapon 2, що дозволяє запускати Homebrew. Працює на всіх прошивках і моделях PSP, включаючи PSP GO. Після того, як експлойт був випущений, почався розвиток середовища HEN (з Total_Noob). 6.20 TN-A та TN-B (HEN) зараз вийшли і їх можна безкоштовно завантажити в Інтернеті.
- Команда fail0verflow виявила недолік у захисті PSP та PS3. Ви можете підписати будь-яку програму таким чином, що префікс сприйме її як офіційну. Це робить піратство на консолі простішим, ніж будь-коли. Цей проміжок можна усунути, але є ймовірність, що старі ігри перестануть працювати.